# Årets smålänning
Ej att förväxla det pris med samma namn som årligen utses av Smålands Gille i Göteborg.
Årets smålänning är en utmärkelse som sedan 1988 delas ut av Sveriges Radio Jönköping. Efter en nomineringsprocess där alla lyssnare äger rätt att föreslå kandidater, sker en utsållning och omröstning. Förutom äran erhåller Årets smålänning en glasskulptur med Smålands landskapsdjur, uttern.
Titeln "Årets smålänning" kan anses missvisande, eftersom i första hand personer med anknytning till Jönköpings län genom åren har varit aktuella för utmärkelsen.

## Lista
Utmärkelsen Årets smålänning har genom årens lopp tilldelats:
- 1988: Anders Björck, ledamot av Sveriges riksdag
- 1989: Lena Philipsson, artist
- 1990: Roland Nelsson, Erikshjälpen
- 1991: Alf Svensson, partiledare för Kristdemokratiska samhällspartiet
- 1992: Astrid Lindgren, författare
- 1993: Göran Kropp, äventyrare
- 1994: Alf Henrikson, författare
- 1995: Denny Eriksson, klubbdirektör i HV 71
- 1996: Nina Persson, sångare i The Cardigans
- 1997: Gösta Gunnarsson, landshövding i Jönköpings län
- 1998: Lena Maria Klingvall, simmare, konstnär, sångare
- 1999: Alice Bah, programledare med mera
- 2000: Gunnar Meijer, företagsledare
- 2001: Lars-Åke Lagrell, ordförande i Svenska Fotbollförbundet
- 2002: Anna Bråkenhielm, VD Strix
- 2003: Bosse "Bildoktorn" Andersson, TV-programledare
- 2004: Bo Wirebrand, SM-guldvinnare i speedway, ordförande för VMS Elit
- 2005: Lottie Knutson, informationsdirektör, Fritidsresor
- 2006: Olle Nordin, fotbollstränare i Jönköpings Södra IF
- 2007: Susanne Rydén, sångare, Stockholm (Hjärtlanda)
- 2008: Nicki Pedersen, speedwayförare, Lejonen
- 2009: Jonas Nyström, pastor i Höglandskyrkan i Sävsjö
- 2010: Jonas Thern, fotbollsspelare- och tränare[1]
- 2011: Stefan Liv (postumt), ishockeymålvakt[2]
- 2012: Ifrah Kirih, kvinnokämpe
- 2013: Annika Jonasson, välgörare
- 2014: Elenor Johansson, välgörare[3]
- 2015: Jimmy Thelin, fotbollstränare[4]
- 2016: Elna Svenle, museichef[5]
- 2017: Johan Gustafsson, var kidnappad i Mali under fem år[6]
- 2018: Staffan Lindeborg, journalist och TV-kommentator
- 2019: Anna Anvegård, fotbollsspelare   [7]
- 2020: Emma Örtlund, skådespelare  [8]
- 2021: Freddy Winsth, fotbollsspelare [9]
- 2022: Tessan Jigfjord, Missing People Sweden[10]
- 2023: Sofia Dalén, komiker och programledare[11][12]
- 2024: Ida Ahlnér, Insamling för ALS, en sjukdom hon även har.[11]